# Cwał
Cwał é um filme de drama polonês de 1996 dirigido e escrito por Krzysztof Zanussi. Foi selecionado como representante da Polônia à edição do Oscar 1997, organizada pela Academia de Artes e Ciências Cinematográficas.

## Elenco
- Maja Komorowska - Ida
- Bartosz Obuchowicz - Hubert
- Karolina Wajda - Rozmaryna
- Piotr Adamczyk - Ksawery
- Piotr Szwedes
- Andrzej Szenajch
- Halina Gryglaszewska
- Slawomira Lozinska
- Stanislawa Celinska
- Krystyna Bigelmajer
- Agnieszka Warchulska
- Grzegorz Warchol
- Jan Prochyra
- Stephen Kember
- Eugeniusz Priwieziencew